# Semoutiers-Montsaon
Semoutiers-Montsaon ist eine französische Gemeinde mit 723 Einwohnern (Stand 1. Januar 2022) im Département Haute-Marne in der Region Grand Est (vor 2016 Champagne-Ardenne). Sie gehört zum Arrondissement Chaumont und zum Kanton Chaumont-3. Die Einwohner werden Semourstériens und Semourstériennes genannt.

## Geographie
Semoutiers-Montsaon liegt etwa sechs Kilometer südwestlich des Stadtzentrums von Chaumont. Umgeben wird Semoutiers-Montsaon von den Nachbargemeinden Buxières-lès-Villiers im Norden, Villiers-le-Sec im Norden und Nordosten, Chaumont im Osten, Richebourg im Süden, Blessonville im Westen sowie Bricon im Nordwesten.
Im Gemeindegebiet liegt der Flugplatz Chaumont-Semoutiers. Durch das südliche Gemeindegebiet führt die Autoroute A5.

## Geschichte
1973 wurden die Gemeinden Semoutiers und Montsaon zusammengelegt.

## Bevölkerungsentwicklung
| Jahr                       | 1962 | 1968 | 1975 | 1982 | 1990 | 1999 | 2006 | 2011 | 2019 |
| Einwohner                  | 169  | 303  | 286  | 413  | 572  | 558  | 864  | 913  | 741  |
| Quellen: Cassini und INSEE |      |      |      |      |      |      |      |      |      |

## Sehenswürdigkeiten
- Reste eines römischen Marschlagers
- Kirche Saint-Pierre-ès-Liens in Semoutiers aus dem 17. Jahrhundert
- Kirche Saint-Didier in Montsaon aus dem 16. Jahrhundert
- Schloss Semoutiers

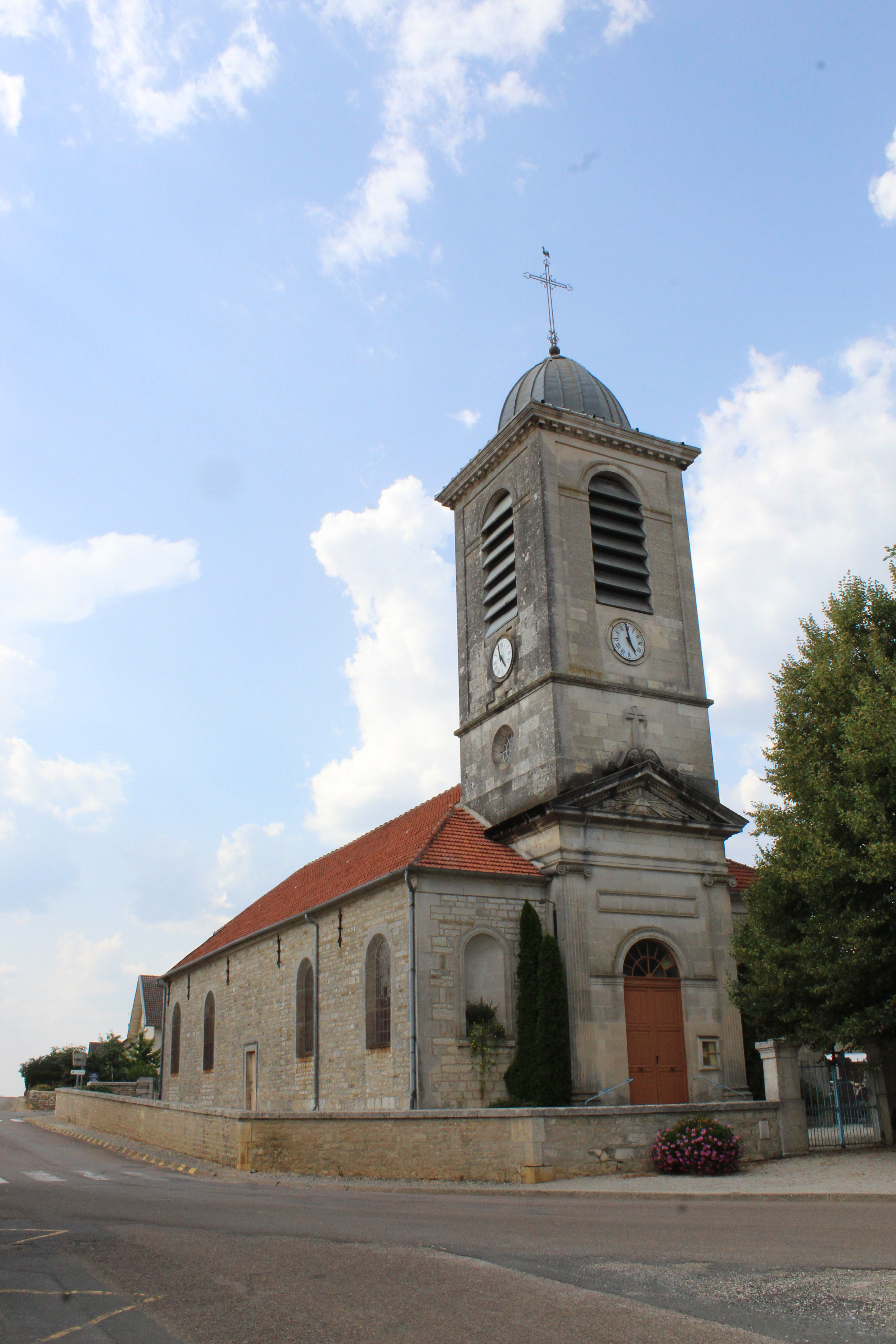
Kirche Saint-Pierre-ès-Liens
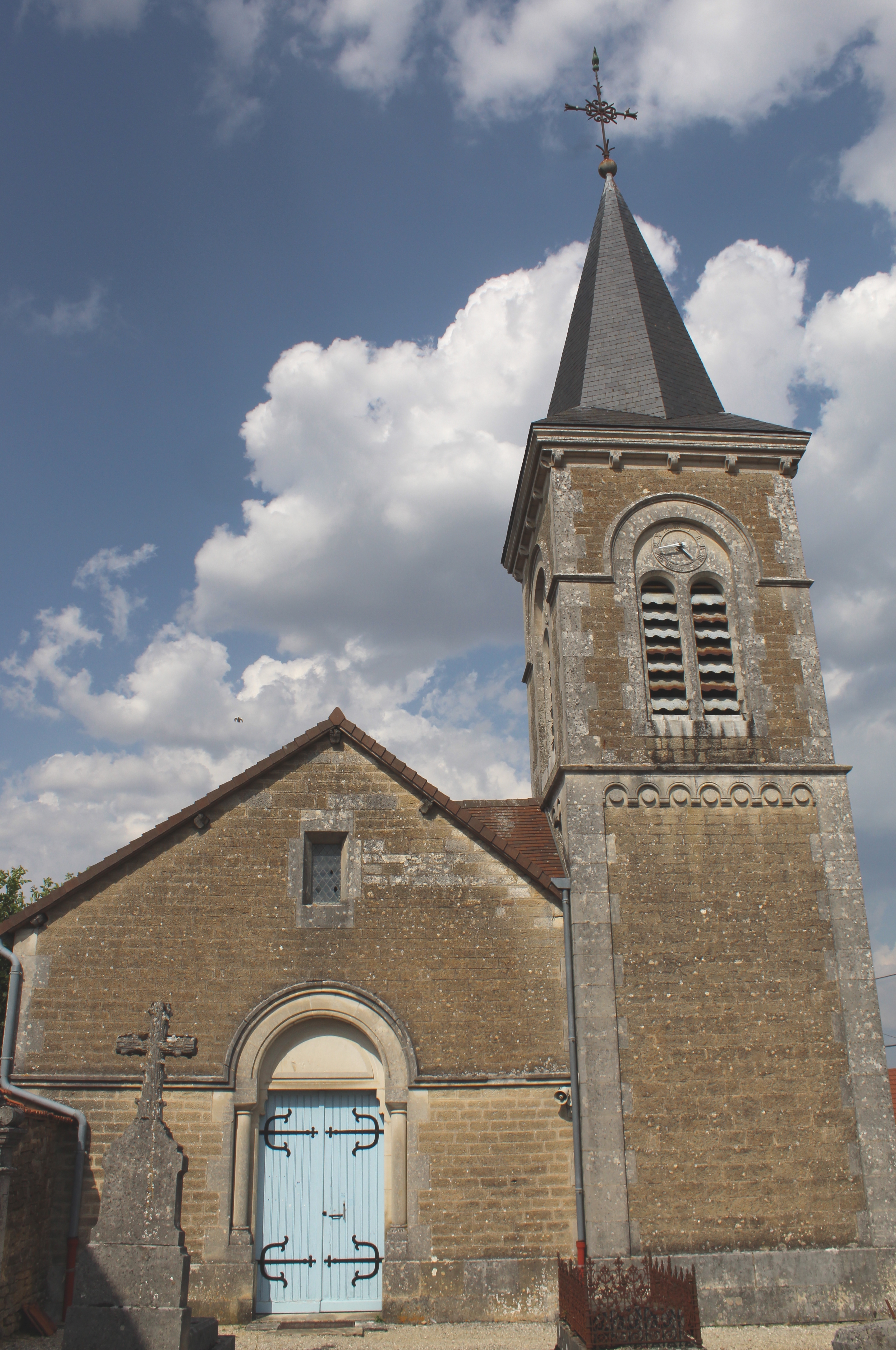
Kirche Saint-Didier